# VSM (Rennwagen)
VSM, gebaut von Victor van den Brempt zusammen mit seinen Söhnen Stanislas und Maurice, war ein belgischer Rennwagen der 1950er-Jahre.
Der Belgier Victor van den Brempt gehörte zu den Pionieren des Monopostobaus der Rennformel Junior und der Formel 3 zu Beginn der 1950er-Jahre. Sein erster Wagen, der Dofin, war ein Zweisitzer, dessen Basis der Rohrrahmen eines gebrauchten Fiat-Formel-Junior-Wagens war. Angetrieben wurde das Fahrzeug von einem Fiat-500-Motor, wobei auch Teile eines DKW-Frontantriebs zum Einsatz kamen. Dieses klobige Fahrzeug hatte keinen Erfolg.
Van den Brempt ließ sich jedoch nicht beirren und baute ein weiteres Rennfahrzeug, den VSM – benannt nach den Initialen van den Brempts und seiner Söhne Stanislas und Maurice. Es war wieder ein Zweisitzer mit einem Fiat-Motor und einer DKW-Kraftübertragung. Für dieses Fahrzeug konstruierte van den Brempt einen speziellen Leiterrahmen. Der Belgier wollte eigentlich Langstreckenrennen fahren, aber der Wagen wurde letztlich doch für die Formel 3 umgebaut. Mit dem so entstandenen Einsitzer startete van den Brempt einige Zeit bei nationalen und internationalen Formel-3-Rennen. Als aber auch mit diesem Wagen die Erfolge ausblieben, verschwand das kleine Team von den Rennpisten.